# Солнечное затмение 13 июля 2037 года
Солнечное затмение 13 июля 2037 года — солнечное затмение 127 сароса, которое можно будет увидеть на территории Австралии и Новой Зеландии.
Максимальная фаза затмения составит 1.0413 и достигнет своего максимума в 2:40:36 UTC. Максимальная длительность полной фазы — 3 минуты и 58 секунд, а лунная тень на земной поверхности достигнет ширины 201 км. Следующее затмение данного сароса произойдёт 24 июля 2055 года.
Предыдущее солнечное затмение произойдёт 16 января 2037 года, а следующее — 5 января 2038 года.